# Lijst van voetbalinterlands Kroatië - Portugal
Deze lijst van voetbalinterlands is een overzicht van alle officiële voetbalwedstrijden tussen de nationale teams van Kroatië en Portugal. De landen speelden tot op heden tien keer tegen elkaar. De eerste ontmoeting, een groepswedstrijd bij het Europees kampioenschap voetbal 1996, werd gespeeld in Nottingham (Verenigd Koninkrijk) op 19 juni 1996. Het laatste duel, een groepswedstrijd tijdens de UEFA Nations League 2024/25, vond plaats op 18 november 2024 in Split.

## Wedstrijden
| №  | Plaats     | Datum            | Competitie                  | Wedstrijd          | Uitslag |
| -- | ---------- | ---------------- | --------------------------- | ------------------ | ------- |
| 1  | Nottingham | 19 juni 1996     | EK 1996                     | Kroatië – Portugal | 0 – 3   |
| 2  | Coimbra    | 12 november 2005 | Vriendschappelijk           | Portugal – Kroatië | 2 – 0   |
| 3  | Genève     | 10 juni 2013     | Vriendschappelijk           | Kroatië – Portugal | 0 − 1   |
| 4  | Lens       | 25 juni 2016     | EK 2016                     | Kroatië – Portugal | 0 − 1   |
| 5  | Faro       | 6 september 2018 | Vriendschappelijk           | Portugal − Kroatië | 1 − 1   |
| 6  | Porto      | 5 september 2020 | UEFA Nations League 2020/21 | Portugal − Kroatië | 4 − 1   |
| 7  | Split      | 17 november 2020 | UEFA Nations League 2020/21 | Kroatië − Portugal | 2 − 3   |
| 8  | Oeiras     | 8 juni 2024      | Vriendschappelijk           | Portugal − Kroatië | 1 − 2   |
| 9  | Lissabon   | 5 september 2024 | UEFA Nations League 2024/25 | Portugal − Kroatië | 2 − 1   |
| 10 | Split      | 18 november 2024 | UEFA Nations League 2024/25 | Kroatië − Portugal | 1 − 1   |

## Samenvatting
| Competitie          | Totaal gespeeld | Winst Kroatië | Gelijk | Winst Portugal | Doelsaldo Kroatië – Portugal |
| ------------------- | --------------- | ------------- | ------ | -------------- | ---------------------------- |
| EK-eindronde        | 2               | 0             | 0      | 2              | 0 − 4                        |
| UEFA Nations League | 4               | 0             | 1      | 3              | 5 − 10                       |
| Vriendschappelijk   | 4               | 1             | 1      | 2              | 3 − 5                        |
| Totaal              | 10              | 1             | 2      | 7              | 8 − 19                       |

## Details

### Eerste ontmoeting
| EK 1996 (Nottingham, Verenigd Koninkrijk, 19 juni 1996): |              | |
| Kroatië | 0 – 3        | Portugal |
| | goals        | 4' Luís Figo 33' João Vieira Pinto 82' Domingos |
| Miroslav Blažević | bondscoach   | António Oliveira |
| Marijan Mrmić Nikola Jurčević Slaven Bilić Dubravko Pavličić Robert Jarni Dario Šimić Robert Prosinečki 46' Zvonimir Soldo Mladen Mladenović 46' Igor Pamić 46' Goran Vlaović | opstellingen | Vítor Baía Carlos Secretário Fernando Couto Hélder Dimas Teixeira Oceano Luís Figo 71' Paulo Sousa 61' Rui Costa João Vieira Pinto 46' Ricardo Sá Pinto |
| Aljoša Asanović 46' Zvonimir Boban 46' Davor Šuker 46' | wissels      | 46' Domingos 61' Pedro Barbosa 71' José Tavares |
| Igor Pamić 10' Robert Jarni 30' Nikola Jurčević 36' | gele kaarten | |

### Tweede ontmoeting
| Vriendschappelijk (Coimbra, Portugal, 12 november 2005): |              | |
| Portugal | 2 – 0        | Kroatië |
| Petit 32' Pedro Pauleta 65' | goals        | |
| Luiz Felipe Scolari | bondscoach   | Zlatko Kranjčar |
| Ricardo Pereira Miguel (voetballer) 61' Fernando Meira Ricardo Carvalho Marco Caneira 80' Costinha Petit 73' Tiago Mendes 78' Cristiano Ronaldo 76' Pedro Pauleta 66' Luís Boa Morte | opstellingen | Tomislav Butina Stjepan Tomas 46' Robert Kovač Josip Šimunić 46' Darijo Srna Jerko Leko Niko Kovač Marko Babić Niko Kranjčar Dado Pršo 75' Boško Balaban |
| Paulo Ferreira 61' Nuno Gomes 66' Nuno Frechaut 73' João Alves 76' Hélder Postiga 78' Jorge Ribeiro 80'                                                                              | wissels      | 46' Mario Tokić 46' Ivan Bošnjak 75' Ivan Leko |
| | gele kaarten | 37' Robert Kovač 40' Jerko Leko |

### Derde ontmoeting
| Vriendschappelijk (Genève, Zwitserland, 10 juni 2013): |              | |
| Kroatië | 0 – 1        | Portugal |
| | goals        | 36' Cristiano Ronaldo |
| Igor Štimac | bondscoach   | Paulo Bento |
| Danijel Subašić Darijo Srna Vedran Ćorluka 55' Ivan Strinić 50' Luka Modrić Ivo Iličević 73' Ivan Rakitić 59' Ognjen Vukojević 66' Ivica Olić 67' Hrvoje Milić Domagoj Vida                                                   | opstellingen | Eduardo Ricardo Costa 46' Bruno Alves 62' Fábio Coentrão Sílvio 83' João Moutinho Ruben Amorim Custódio Castro 46' Cristiano Ronaldo 76' Hugo Almeida 85' Silvestre Varela |
| Alen Halilović 50' Arijan Ademi 59' Mateo Kovačić 66' Nikola Kalinić 67' Ivan Perišić 73' Igor Bubnjić 87' | wissels      | 46' Vieirinha 46' Henrique Sereno 62' Rúben Micael 76' Nélson Oliveira 83' André Martins 85' João Pereira                                                                  |
| Vedran Ćorluka 55' Ognjen Vukojević 61' | gele kaarten | |
| - Debuut van Igor Bubnjić (NK Slaven Belupo), Hrvoje Milić (NK Istra 1961) en Alen Halilović (Dinamo Zagreb) voor Kroatië. - Debuut van Henrique Sereno (Real Valladolid) en André Martins (Sporting Lissabon) voor Portugal. |              | |

### Vierde ontmoeting
| EK 2016 (Lens, Frankrijk, 25 juni 2016): |              | |
| Kroatië | 0 – 1        | Portugal |
| | goals        | 117' Ricardo Quaresma |
| Ante Čačić | bondscoach   | Fernando Santos |
| Danijel Subašić Darijo Srna Vedran Ćorluka 120' Domagoj Vida Ivan Strinić Luka Modrić Ivan Rakitić 110' Milan Badelj Marcelo Brozović Ivan Perišić Mario Mandžukić 88' | opstellingen | Rui Patrício Pepe José Fonte Cédric Soares William Carvalho Raphaël Guerreiro Nani 108' Adrien Silva 87' João Mário 50' André Gomes Cristiano Ronaldo |
| Nikola Kalinić 88' Marko Pjaca 110' Andrej Kramarić 120' | wissels      | 50' Renato Sanches 87' Ricardo Quaresma 108' Danilo Pereira                                                                                           |
| | gele kaarten | 78' William Carvalho |
| - Honderdste interland van Nani (Fenerbahçe SK) voor Portugal. |              | |

HNS · A-internationals · Selecties · Bondscoaches · Statistieken · Kroatisch vrouwenelftal · Olympisch elftal · Kroatië U21 · Kroatië U20 · Kroatië U19 · Kroatië U18 · Kroatië U17 · Kroatië U16
1940 – 1956 ·
1990 – 1999 ·
2000 – 2009 ·
2010 – 2019 ·
2020 − 2029
EK's: 1996 · 
2000 · 
2004 · 
2008 · 
2012 · 
2016 · 
2020 · 
2024
WK's: 1998 · 
2002 · 
2006 · 
2010 · 
2014 · 
2018 · 
2022
1940 · 
1941 · 
1942 · 
1943 · 
1944 · 
1945–1955 · 
1956 · 
1957–1989 · 
1990 · 
1991 · 
1992 · 
1993 · 
1994 · 
1995 · 
1996 · 
1997 · 
1998 · 
1999 · 
2000 · 
2001 · 
2002 · 
2003 · 
2004 · 
2005 · 
2006 · 
2007 · 
2008 · 
2009 · 
2010 · 
2011 · 
2012 · 
2013 ·  
2014 · 
2015 · 
2016 · 
2017 · 
2018 ·
2019 ·
2020 ·
2021 ·
2022 ·
2023
Albanië ·
Andorra ·
Argentinië ·
Armenië ·
Australië ·
Azerbeidzjan · 
België ·
Bosnië en Herzegovina ·
Brazilië ·
Bulgarije ·
Canada ·
Chili ·
China ·
Cyprus ·
Denemarken ·
Duitsland ·
Ecuador ·
Egypte ·
Engeland ·
Estland ·
Finland ·
Frankrijk ·
Georgië ·
Gibraltar ·
Griekenland ·
Hongarije ·
Hongkong ·
Ierland ·
IJsland ·
Indonesië ·
Iran ·
Israël ·
Italië ·
Jamaica ·
Japan ·
Joegoslavië ·
Jordanië ·
Kameroen · 
Kazachstan ·
Kosovo ·
Letland ·
Litouwen ·
Liechtenstein ·
Mali ·
Malta ·
Marokko · 
Mexico ·
Moldavië ·
Nederland ·
Nigeria ·
Noord-Ierland ·
Noord-Macedonië ·
Noorwegen ·
Oekraïne ·
Oostenrijk ·
Peru ·
Polen ·
Portugal ·
Qatar ·
Roemenië ·
Rusland ·
San Marino ·
Saoedi-Arabië ·
Schotland ·
Senegal · 
Servië · 
Slovenië ·
Slowakije ·
Spanje ·
Tsjechië ·
Tunesië ·
Turkije ·
Wales ·
Wit-Rusland ·
Zuid-Korea ·
Zweden ·
Zwitserland
Argentinië (2018) ·
Argentinië (2022) ·
Australië (2006) ·
België (2022) ·
Brazilië (2006) ·
Brazilië (2014) ·
Brazilië (2022) ·
Denemarken (2018) ·
Duitsland (2008) ·
Engeland (2018) ·
Engeland (2021) ·
Frankrijk (2018) ·
Ierland (2012) ·
IJsland (2018) ·
Italië (2012) ·
Japan (2006) ·
Kameroen (2014) ·
Marokko (2022, 1) ·
Marokko (2022, 2) ·
Mexico (2014) ·
Nigeria (2018) ·
Oostenrijk (2008) ·
Polen (2008) ·
Rusland (2018) ·
Schotland (2021) ·
Spanje (2012) ·
Spanje (2021) ·
Tsjechië (2016) ·
Tsjechië (2021) ·
Turkije (2008) ·
Turkije (2016)
FPF · A-internationals · Selecties · Statistieken · Bondscoaches · Portugees vrouwenelftal · Olympisch elftal · Portugal U21 · Portugal U20 · Portugal U19 · Portugal U18 · Portugal U17 · Vrouwen U17
1921 – 1929 · 
1930 – 1939 · 
1940 – 1949 · 
1950 – 1959 · 
1960 – 1969 · 
1970 – 1979 · 
1980 – 1989 · 
1990 – 1999 · 
2000 – 2009 · 
2010 – 2019 · 
2020 – 2029
EK's: 1984 · 
1996 · 
2000 · 
2004 · 
2008 · 
2012 · 
2016 · 
2020 · 
2024
WK's: 1966 · 
1986 · 
2002 · 
2006 · 
2010 · 
2014 · 
2018 · 
2022
OS: 1928 · 
1996 · 
2004 · 
2016
1921 · 
1922 · 
1923 · 
1924 · 
1925 · 
1926 · 
1927 · 
1928 · 
1929 · 
1930 · 
1931 · 
1932 · 
1933 · 
1934 · 
1935 · 
1936 · 
1937 · 
1938 · 
1939 · 
1940 · 
1942 · 
1943 · 1944 · 
1945 · 
1946 · 
1947 · 
1948 · 
1949 ·
1950 · 
1951 · 
1952 · 
1953 · 
1954 · 
1955 · 
1956 · 
1957 · 
1958 · 
1959 ·
1960 · 
1961 · 
1962 ·
1963 ·
1964 · 
1965 · 
1966 · 
1967 · 
1968 · 
1969 ·
1970 · 
1971 · 
1972 · 
1973 · 
1974 · 
1975 · 
1976 · 
1977 · 
1978 · 
1979 ·
1980 · 
1981 · 
1982 · 
1983 · 
1984 · 
1985 · 
1986 · 
1987 · 
1988 · 
1989 · 
1990 · 
1991 ·
1992 · 
1993 · 
1994 · 
1995 · 
1996 · 
1997 · 
1998 · 
1999 · 
2000 · 
2001 · 
2002 · 
2003 · 
2004 · 
2005 · 
2006 · 
2007 · 
2008 · 
2009 · 
2010 · 
2011 · 
2012 · 
2013 ·
2014 ·
2015 ·
2016 ·
2017 ·
2018 ·
2019 ·
2020 ·
2021 ·
2022
Albanië ·
Algerije ·
Andorra ·
Angola ·
Argentinië ·
Armenië ·
Azerbeidzjan ·
België ·
Bolivia ·
Bosnië-Herzegovina ·
Brazilië ·
Bulgarije ·
Canada ·
Chili ·
China ·
Cyprus ·
DDR ·
Denemarken ·
Duitsland ·
Ecuador ·
Egypte ·
Engeland ·
Estland ·
Faeröer ·
Finland ·
Frankrijk ·
Gabon ·
Georgië ·
Ghana ·
Gibraltar ·
Griekenland ·
Hongarije ·
Ierland ·
IJsland ·
Iran ·
Israël ·
Italië ·
Ivoorkust ·
Joegoslavië ·
Kaapverdië ·
Kameroen ·
Kazachstan ·
Koeweit ·
Kroatië ·
Letland ·
Liechtenstein ·
Litouwen ·
Luxemburg ·
Malta ·
Marokko ·
Mexico ·
Moldavië ·
Mozambique ·
Nederland ·
Nieuw-Zeeland ·
Nigeria ·
Noord-Ierland ·
Noord-Korea ·
Noord-Macedonië ·
Noorwegen ·
Oekraïne ·
Oostenrijk ·
Panama ·
Paraguay ·
Polen ·
Qatar ·
Roemenië ·
Rusland ·
Saoedi-Arabië ·
Schotland ·
Servië ·
Slovenië ·
Slowakije ·
Sovjet-Unie ·
Spanje ·
Tsjechië ·
Tsjecho-Slowakije ·
Tunesië ·
Turkije ·
Uruguay ·
Verenigde Staten ·
Wales ·
Zuid-Afrika ·
Zuid-Korea ·
Zweden ·
Zwitserland
Angola (2006) ·
België (2021) ·
Brazilië (2010) · 
Denemarken (2012) ·
Duitsland (2006) ·
Duitsland (2008) ·
Duitsland (2012) ·
Duitsland (2014) ·
Duitsland (2021) ·
Engeland (2000) ·
Engeland (2006) ·
Frankrijk (2006) ·
Frankrijk (2016) ·
Frankrijk (2021)  ·
Ghana (2014) ·
Griekenland (2004, 2) · 
Hongarije (2021) · 
IJsland (2016) · 
Iran (2006) ·
Iran (2018) ·
Marokko (2018) ·
Marokko (2022) ·
Mexico (2006) ·
Nederland (2006) ·
Nederland (2012) ·
Oostenrijk (2016) · 
Spanje (2012) · 
Spanje (2018) ·
Tsjechië (2008) ·
Tsjechië (2012) · 
Turkije (2008) ·
Verenigde Staten (2014) ·
Uruguay (2018) ·
Zuid-Korea (2022) · 
Zwitserland (2008) · 
Zwitserland (2022)